# Zé Elias
José Elias Moedim Júnior, meglio noto come Zé Elias (San Paolo, 25 settembre 1976), è un ex calciatore brasiliano, di ruolo centrocampista.

## Biografia
Fratello maggiore di Rubinho, calciatore di ruolo portiere, i due hanno militato entrambi nel Genoa in due periodi differenti.
In seguito al ritiro ha fatto l'opinionista sportivo per la radio brasiliana Rádio Globo e per ESPN Brasile.
Il 22 luglio 2011 è stato arrestato in Brasile per non aver pagato gli alimenti, pari a 400,000 euro, ai figli.

## Caratteristiche tecniche
Mancino, era un centrocampista capace di coniugare tecnica e dinamismo.

## Carriera

### Club
Debutta come professionista nel 1993 al Corinthians, dove gioca per tre anni. In tutto conta 60 partite e 2 gol, quindi conquista la medaglia di bronzo ai Giochi olimpici di Atlanta 1996 venendo poi acquistato dal Bayer Leverkusen, che lo ingaggia per la stagione 1996-1997. La stagione successiva il brasiliano arriva in Italia per la prima volta, all'Inter di Luigi Simoni, acquistato per 10 miliardi di lire, nell'anno in cui la squadra milanese conquisterà la Coppa UEFA. Rimane a Milano fino al 1999. Si trasferisce poi al Bologna, dove resta per una stagione per poi passare all'Olympiacos, rimanendovi per tre anni.
Nel 2003-2004 ritorna in Italia, al Genoa, dove rimane per una stagione ritornando poi in Brasile, al Santos. Nel 2006 si trasferisce nel Guarani (seconda serie brasiliana), e nello stesso anno si trasferisce a Cipro, all'Omonia. Dopo la sua esperienza a Cipro, ritorna nel suo paese d'origine andando a giocare nel Londrina. Si è ritirato come giocatore nel marzo 2008 e venne assunto come osservatore in Brasile da parte dell'Inter. Nel giugno dello stesso anno firma un contratto con il Altach per la stagione 2008-2009 prima di annunciare il suo nuovo ritiro a fine anno.

### Nazionale
Con la nazionale brasiliana ha giocato 10 partite tra il 1995 e il 2001. Ha anche partecipato ai Giochi olimpici di Atlanta, nel 1996, dove conquistò con la squadra la medaglia di bronzo.

## Statistiche

### Presenze e reti nei club
| Stagione           | Squadra            | Campionato         | Campionato | Campionato | Coppe nazionali | Coppe nazionali | Coppe nazionali | Coppe continentali | Coppe continentali | Coppe continentali | Altre coppe | Altre coppe | Altre coppe | Totale | Totale |
| Stagione           | Squadra            | Comp               | Pres       | Reti       | Comp            | Pres            | Reti            | Comp               | Pres               | Reti               | Comp        | Pres        | Reti        | Pres   | Reti   |
| ------------------ | ------------------ | ------------------ | ---------- | ---------- | --------------- | --------------- | --------------- | ------------------ | ------------------ | ------------------ | ----------- | ----------- | ----------- | ------ | ------ |
| 1993               | Corinthians        | A                  | 19         | 2          | CB              | 0               | 0               | -                  | -                  | -                  | -           | -           | -           | 19     | 2      |
| 1994               | Corinthians        | A                  | 27         | 0          | CB              | 0               | 0               | -                  | -                  | -                  | -           | -           | -           | 27     | 0      |
| 1995               | Corinthians        | A                  | 13         | 0          | CB              | 0               | 0               | -                  | -                  | -                  | -           | -           | -           | 13     | 0      |
| 1996               | Corinthians        | A                  | 1          | 0          | CB              | 0               | 0               | CL                 | 10                 | 0                  | -           | -           | -           | 11     | 0      |
| Totale Corinthians | Totale Corinthians | Totale Corinthians | 60         | 2          |                 | 0               | 0               |                    | 10                 | 0                  |             | -           | -           | 70     | 2      |
| 1996-1997          | Bayer Leverkusen   | BL                 | 23         | 0          | CG              | 0               | 0               | CU                 | 0                  | 0                  | -           | -           | -           | 23     | 0      |
| 1997-1998          | Inter              | A                  | 20         | 0          | CI              | 3               | 1               | CU                 | 7                  | 1                  | -           | -           | -           | 30     | 2      |
| 1998-1999          | Inter              | A                  | 13         | 0          | CI              | 5+1             | 1               | UCL                | 4                  | 0                  | -           | -           | -           | 23     | 1      |
| Totale Inter       | Totale Inter       | Totale Inter       | 33         | 0          |                 | 8+1             | 2               |                    | 11                 | 1                  |             | -           | -           | 53     | 3      |
| 1999-2000          | Bologna            | A                  | 19         | 0          | CI              | 3               | 0               | CU                 | 6                  | 0                  | -           | -           | -           | 28     | 0      |
| 2000-2001          | Olympiacos         | AE                 | 18         | 0          | CG              | 8               | 2               | UCL                | 6                  | 0                  | -           | -           | -           | 32     | 2      |
| 2001-2002          | Olympiacos         | AE                 | 15         | 0          | CG              | 6               | 0               | UCL                | 1                  | 0                  | -           | -           | -           | 22     | 0      |
| 2002-2003          | Olympiacos         | AE                 | 16         | 2          | CG              | 5               | 0               | UCL                | 3                  | 0                  | -           | -           | -           | 24     | 2      |
| Totale Olympiakos  | Totale Olympiakos  | Totale Olympiakos  | 49         | 2          |                 | 19              | 2               |                    | 10                 | 0                  |             | -           | -           | 78     | 4      |
| 2003-2004          | Genoa              | B                  | 19         | 1          | CI              | 0               | 0               | -                  | -                  | -                  | -           | -           | -           | 19     | 1      |
| 2004               | Santos             | A                  | 11         | 0          | CB              | 0               | 0               | CS                 | 5                  | 0                  | -           | -           | -           | 16     | 0      |
| 2005               | Santos             | A                  | 14         | 1          | CB              | 2               | 0               | CL+CS              | 7+2                | 0                  | -           | -           | -           | 25     | 1      |
| Totale Santos      | Totale Santos      | Totale Santos      | 25         | 1          |                 | 2               | 0               |                    | 14                 | 0                  |             | -           | -           | 41     | 1      |
| 2006               | Guarani            | B                  | 1          | 0          | CB              | 0               | 0               | -                  | -                  | -                  | -           | -           | -           | 1      | 0      |
| 2006-2007          | Omonia             | AK                 | 12         | 1          | CC              | 0               | 0               | CU                 | 3                  | 0                  | -           | -           | -           | 15     | 1      |
| 2008               | Londrina           | D                  | 0          | 0          | CB              | 0               | 0               | -                  | -                  | -                  | -           | -           | -           | 0      | 0      |
| 2008-2009          | Altach             | BL                 | 16         | 0          | CA              | 2               | 1               | -                  | -                  | -                  | -           | -           | -           | 18     | 1      |
| Totale carriera    | Totale carriera    | Totale carriera    | 257        | 7+0        |                 | 34+1            | 5               |                    | 54                 | 1                  |             | -           | -           | 346    | 13     |

### Cronologia presenze e reti in nazionale
| Cronologia completa delle presenze e delle reti in nazionale ― Brasile | Cronologia completa delle presenze e delle reti in nazionale ― Brasile | Cronologia completa delle presenze e delle reti in nazionale ― Brasile | Cronologia completa delle presenze e delle reti in nazionale ― Brasile | Cronologia completa delle presenze e delle reti in nazionale ― Brasile | Cronologia completa delle presenze e delle reti in nazionale ― Brasile | Cronologia completa delle presenze e delle reti in nazionale ― Brasile | Cronologia completa delle presenze e delle reti in nazionale ― Brasile |
| Data                                                                   | Città                                                                  | In casa                                                                | Risultato                                                              | Ospiti                                                                 | Competizione                                                           | Reti                                                                   | Note                                                                   |
| ---------------------------------------------------------------------- | ---------------------------------------------------------------------- | ---------------------------------------------------------------------- | ---------------------------------------------------------------------- | ---------------------------------------------------------------------- | ---------------------------------------------------------------------- | ---------------------------------------------------------------------- | ---------------------------------------------------------------------- |
| 29-3-1995                                                              | Goiânia                                                                | Brasile                                                                | 1 – 1                                                                  | Honduras                                                               | Amichevole                                                             | -                                                                      |                                                                        |
| 14-1-1996                                                              | Los Angeles                                                            | Brasile                                                                | 5 – 0                                                                  | Honduras                                                               | Gold Cup 1996 - 1º turno                                               | -                                                                      | 73’                                                                    |
| 21-1-1996                                                              | Los Angeles                                                            | Brasile                                                                | 0 – 2                                                                  | Messico                                                                | Gold Cup 1996 - Finale                                                 | -                                                                      | 68’                                                                    |
| 27-3-1996                                                              | São José do Rio Preto                                                  | Brasile                                                                | 8 – 2                                                                  | Ghana                                                                  | Amichevole                                                             | -                                                                      | 60’                                                                    |
| 24-4-1996                                                              | Johannesburg                                                           | Sudafrica                                                              | 2 – 3                                                                  | Brasile                                                                | Amichevole                                                             | -                                                                      | 46’                                                                    |
| 28-8-1996                                                              | Mosca                                                                  | Russia                                                                 | 2 – 2                                                                  | Brasile                                                                | Amichevole                                                             | -                                                                      | Ammonizione                                                            |
| 31-8-1996                                                              | Amsterdam                                                              | Paesi Bassi                                                            | 2 – 2                                                                  | Brasile                                                                | Amichevole                                                             | -                                                                      |                                                                        |
| 9-10-1997                                                              | Belém                                                                  | Brasile                                                                | 2 – 0                                                                  | Marocco                                                                | Amichevole                                                             | -                                                                      | Ammonizione                                                            |
| 29-4-1998                                                              | Rio de Janeiro                                                         | Brasile                                                                | 0 – 1                                                                  | Argentina                                                              | Amichevole                                                             | -                                                                      |                                                                        |
| 13-11-1999                                                             | Vigo                                                                   | Spagna                                                                 | 0 – 0                                                                  | Brasile                                                                | Amichevole                                                             | -                                                                      | 88’                                                                    |
| Totale                                                                 |                                                                        | Presenze                                                               | 10                                                                     |                                                                        | Reti                                                                   | 0                                                                      |                                                                        |

| Cronologia completa delle presenze e delle reti in nazionale ― Brasile under 20 | Cronologia completa delle presenze e delle reti in nazionale ― Brasile under 20 | Cronologia completa delle presenze e delle reti in nazionale ― Brasile under 20 | Cronologia completa delle presenze e delle reti in nazionale ― Brasile under 20 | Cronologia completa delle presenze e delle reti in nazionale ― Brasile under 20 | Cronologia completa delle presenze e delle reti in nazionale ― Brasile under 20 | Cronologia completa delle presenze e delle reti in nazionale ― Brasile under 20 | Cronologia completa delle presenze e delle reti in nazionale ― Brasile under 20 |
| Data                                                                            | Città                                                                           | In casa                                                                         | Risultato                                                                       | Ospiti                                                                          | Competizione                                                                    | Reti                                                                            | Note                                                                            |
| ------------------------------------------------------------------------------- | ------------------------------------------------------------------------------- | ------------------------------------------------------------------------------- | ------------------------------------------------------------------------------- | ------------------------------------------------------------------------------- | ------------------------------------------------------------------------------- | ------------------------------------------------------------------------------- | ------------------------------------------------------------------------------- |
| 14-4-1995                                                                       | Al Rayyan                                                                       | Siria under 20                                                                  | 0 – 6                                                                           | Brasile under 20                                                                | Mondiali Under-20 1995 - 1º turno                                               | -                                                                               |                                                                                 |
| 17-4-1995                                                                       | Al Rayyan                                                                       | Russia under 20                                                                 | 0 – 0                                                                           | Brasile under 20                                                                | Mondiali Under-20 1995 - 1º turno                                               | -                                                                               | 82’                                                                             |
| 23-4-1995                                                                       | Al Rayyan                                                                       | Brasile under 20                                                                | 2 – 1                                                                           | Giappone under 20                                                               | Mondiali Under-20 1995 - Quarti di finale                                       | -                                                                               |                                                                                 |
| 25-4-1995                                                                       | Al Rayyan                                                                       | Brasile under 20                                                                | 1 – 0                                                                           | Portogallo under 20                                                             | Mondiali Under-20 1995 - Semifinale                                             | -                                                                               |                                                                                 |
| 28-4-1995                                                                       | Al Rayyan                                                                       | Brasile under 20                                                                | 0 – 2                                                                           | Argentina under 20                                                              | Mondiali Under-20 1995 - Finale                                                 | -                                                                               | 37’                                                                             |
| Totale                                                                          |                                                                                 | Presenze                                                                        | 5                                                                               |                                                                                 | Reti                                                                            | 0                                                                               |                                                                                 |

## Palmarès

### Club

#### Competizioni nazionali
- Coppa Bandeirantes: 1

Corinthians: 1994
- Coppa del Brasile: 1

Corinthians: 1995
- Campionati paulisti: 1

Corinthians: 1995
- Campionato greco: 3

Olympiakos: 2000-2001, 2001-2002, 2002-2003
- Campionato brasiliano: 1

Santos: 2004

#### Competizioni internazionali
- Coppa UEFA: 1

Inter: 1997-1998

### Nazionale
- Bronzo olimpico: 1

Atlanta 1996